# Jessica Lord
Jessica Jane Lord, mais conhecida como Jessica Lord (Rochdale, 29 de julho de 1998), é uma atriz e bailarina inglesa, mais conhecida por seus papéis nas séries The Next Step e Find Me in Paris.

## Biografia
Jessica Lord nasceu em 29 de julho de 1998 em Rochdale, na Inglaterra. Quando ela tinha seis anos, sua família se mudou para Toronto, no Canadá. Ela cursou o ensino médio no O'Neill Collegiate and Vocational Institute, em Oshawa, com especialização em dança. Mais tarde, ela frequentou o Centennial College Theatre Arts and Performance.

## Carreira
Em 2015, Jessica fez sua estreia na televisão como dançarina em quatro episódios de The Next Step. Então, em 2017, ela se tornou uma personagem recorrente na quinta temporada de The Next Step como Lola.
Em 2018, ela foi escalada para a série do canal Hulu Find Me in Paris, dando vida à personagem Lena Grisky, um papel que ela interpretou até o final da série em 2020. Em 2019, ela apareceu em um episódio de Ransom e, em 2020, ela fez uma aparição no episódio piloto de Party of Five.

## Filmografia
| Ano         | Série              | Personagem  | Nota                          |
| ----------- | ------------------ | ----------- | ----------------------------- |
| 2015        | The Next Step      | Figurante   | Aparece apenas em 4 episódios |
| 2016        | Paranormal Witness | Marnie      | Participação especial         |
| 2017        | The Next Step      | Lola        | Personagem recorrente         |
| 2018 – 2020 | Find Me in Paris   | Lena Grisky | Protagonista                  |
| 2019        | Ransom             | Tatiana     | Participação especial         |
| 2020        | Party of Five      | Alice       | Participação especial         |